# Coiano
Coiano (anticamente Cojano) è una frazione del comune di Castelfiorentino nella città metropolitana di Firenze.
La località è posta sulla costa delle colline cretose che separano le acque che fluiscono nell'Elsa da quelle che scolano nel vallone dell'Egola.

## Storia
Come riporta lo storico Repetti nel Dizionario Geografico Fisico Storico della Toscana, questa località era situata sul confine tra la diocesi di Volterra e la parte della diocesi di Lucca che fu scorporata a costituire la diocesi di San Miniato.
Come riportano i diplomi concessi alla Repubblica di Pisa dagli imperatori svevi, da Arrigo VI, da Ottone e Carlo IV, la località è annoverata tra i luoghi posti sulla linea di demarcazione del distretto politico della Repubblica Pisana.
A partire dal XIII secolo, esso era contato tra i 36 castelli del distretto di San Miniato. Nell'anno 1369 le popolazioni di Coiano, di Barbialla e altre località limitrofe furono incorporate nel territorio della Repubblica di Firenze, che vi destinò un podestà il quale doveva risiedere per la metà del tempo del suo uffizio in Castelnuovo di Barbialla, e per l'altra metà a Cojano.
Nel medioevo la località era posta su una delle direttrici della via Francigena, che Sigerico, arcivescovo di Canterbury, percorse tra il 990 e il 994. In particolare pieve dei Santi Pietro e Paolo a Coiano è citata dallo stesso Sigerico e rappresentò per l'arcivescovo inglese, la XXI tappa (Mansio) del suo itinerario di ritorno da Roma verso l'Inghilterra e la località fu da lui definita Sce Peter Currant..

## Edifici religiosi
- Pieve dei Santi Pietro e Paolo a Coiano